# Claude Hopkins
Claude Driskett Hopkins (Alexandria, Virginia, 24 de agosto de 1903 -El Bronx, 19 de febrero de 1984) fue un pianista y director de banda de jazz estadounidense.

## Biografía
Claude Hopkins nació en Alexandria, Virginia. Los historiadores difieren con respecto a la fecha real de su nacimiento. Sus padres estaban en la facultad de la Universidad de Howard. Un talentoso pianista y arreglista, dejó su casa a la edad de 21 años para convertirse en acompañante de la Wilbur Sweatman Orchestra, pero permaneció menos de un año. En 1925, partió hacia Europa como director musical de The Revue Negre, protagonizada por Josephine Baker con Sidney Bechet en la banda.
Regresó a los Estados Unidos en 1927 donde, con base en Washington D. C., realizó una gira por el circuito de la Theatre Owners Booking Association con The Ginger Snaps Revue, antes de dirigirse nuevamente a la ciudad de Nueva York, donde se hizo cargo de la banda de Charlie Skeets. En ese momento (1932-1936), dirigió una banda de Harlem que empleaba a músicos de jazz como Edmond Hall, Jabbo Smith y Vic Dickenson (aunque sus discos estaban arreglados para incluir su piano más que su banda). Este fue su período de mayor éxito, con largas residencias en los salones Savoy y Roseland y en el Cotton Club. En 1937, llevó a su banda de gira con gran éxito.
La voz aguda de Orlando Roberson (Orlando Herbert Roberson, 1909-1977) fue una característica del trabajo de la banda. Incluía a Ovie Alston, Fernando Arbello, Shirley Clay, Vic Dickenson, Edmond Hall, Arville Harris, Pete Jacobs, Sylvester Lewis, Ben Smith y Jabbo Smith.
Disolvió la banda en 1940 y utilizó sus habilidades como arreglador mientras trabajaba para varios líderes de bandas que no eran de jazz y para CBS. En 1948/9 dirigió brevemente una banda "novedosa", pero en 1950 incorporó una banda de jazz a The Cafe Society. Desde 1951 hasta su muerte, permaneció en la ciudad de Nueva York, trabajando principalmente como acompañante de otras bandas de Dixieland en festivales, clubes de Nueva York y grabando. Murió el 19 de febrero de 1984. 

## Discografía

### Como líder
- 1932-34 - The Chronological C H (Classics #699)
- 1935-35 -The Chronological C H (Classics #716)
- 1937-40 -The Chronological C H (Classics #733)
- 1955 - The golden era of Dixieland Jazz (Design)
- 1958 - Music of the Early Jazz Dances (20th Fox, 1958)
- 1960 - Yes Indeed! con Buddy Tate y Emmett Berry (Swingville)
- 1961 - Let's Jam con Buddy Tate y Joe Thomas (Swingville)
- 1963 - Swing Time! con Budd Johnson y Vic Dickenson (Swingville, 1963)
- 1968 - The Jazz Giants con Wild Bill Davison, Buzzy Drootin, Herb Hall, Benny Morton y Arvell Shaw (Sackville, 1968)
- 1969 - Master Jazz Piano Vol. 1 (Mater Jazz Records)
- 1972 - Soliloquy (Sackville, 1972)
- 1972 - Crazy Fingers (Chiaroscuro, 1973)
- 1974 - Safari Stomp (Black and Blue, 1974)
- 1976 - Jazz Piano Masters: Live at the New School (Chiaroscuro, 1977)

### Como acompañante
Con Red Allen
- Jazz at the Metropole Cafe con Cozy Cole, Charlie Shavers (Bethlehem, 1955)
- At Newport con Kid Ory, Jack Teagarden (Verve, 1957)

Con Cozy Cole
- After Hours con Jimmy McPartland (Grand Award, 1956)
- Cozy Cole and His Big Seven (Grand Award, 1958
- Caravan (Grand Award, 1959)
- Cozy Cole and Other All-Time Jazz Stars (Colortone, 1959)

Con Bud Freeman
- The Bud Freeman All-Stars featuring Shorty Baker (Swingville, 1960)

Con Coleman Hawkins
- Things Ain't What They Used to Be (Swingville, 1961)
- Years Ago (Prestige, 1964)
- Dear Old Southland (Membran, 2005)

Con Lonnie Johnson
- Blues by Lonnie Johnson (Bluesville, 1960)

Con Ma Rainey
- Blame It on the Blues (Milestone, 1969)